# Middlesbrough F.C.
Câu lạc bộ bóng đá Middlesbrough (tên thường gọi là Boro) là một câu lạc bộ bóng đá Anh đặt trụ sở tại thành phố Middlesbrough hiện đang chơi ở Giải bóng đá Hạng nhất Anh (xuống hạng mùa bóng 2016-17). Thành lập vào năm 1876, sân nhà của họ là Riverside với sức chứa khoảng 35.100 khán giả. Họ là một trong những thành viên sáng lập của Premier League vào năm 1992. Đối thủ chính của câu lạc bộ là Sunderland và Newcastle United.

## Lịch sử
Middlesbrough được thành lập năm 1876 bởi các thành viên của câu lạc bộ cricket ở địa phương. Đến năm 1899, câu lạc bộ chính thức chuyển sang thi đấu chuyên nghiệp.
Middlesbrough lên hạng nhất bóng đá Anh (nay là giải ngoại hạng) năm 1974 sau khi vô địch giải hạng 2 (nay là giải hạng nhất). Các năm 1982 và 1986, câu lạc bộ lần lượt xuống hạng 2 rồi 3 và đến năm 1992 mới trở lại giải bóng đá cao nhất của nước Anh.
Năm 1997 là năm buồn bã với Middlesbrough. Đầu tiên, câu lạc bộ thua Leicester City trong trận chung kết cúp Liên đoàn. Tiếp theo, câu lạc bộ phải xuống hạng nhất (xếp thứ 19/20) do bị trừ 3 điểm vì đã hủy bỏ một trận đấu với Blackburn Rovers. Và cuối cùng là thua Chelsea trong trận chung kết cúp FA.
Một năm sau đó, câu lạc bộ quay trở lại giải Ngoại hạng. Mùa bóng 2004-05 trở thành mùa bóng thành công nhất trong lịch sử câu lạc bộ sau khi thắng Bolton Wanderers ở chung kết cúp Liên đoàn và giành quyền tham dự cúp UEFA mùa bóng sau.
Năm 2006, Middlesbrough đã vào tới trận chung kết cúp UEFA và bán kết cúp FA. Nhưng câu lạc bộ chỉ xếp ở nửa dưới bảng xếp hạng giải Ngoại hạng.
Năm 2007, Middlesbrough nhận vé xuống hạng ở giải Ngoại hạng và từ đó chưa bao giờ quay trở lại giải đấu này. Năm 2015, Middlesbrough thất bại trước Norwich City trong trận Play-off quyết định suất thứ 3 lên chơi tại giải Ngoại hạng.
Năm 2016, Middlesbrough trở lại Premier League sau trận hòa Brighton & Hove Albion 1 -1 và bằng điểm số với chính đội bóng đó nhưng hơn về hiệu số.

## Thành tích
- Giải vô địch quốc gia:
  - chưa vô địch lần nào
- Cúp FA:
  - vào chung kết năm 1997
- Cúp Liên đoàn bóng đá Anh: 1
  - 2004 (chung kết các năm 1997 và 1998)
- Cúp UEFA:
  - vào chung kết năm 2006

## Cầu thủ

### Current squad
Tính đến 1 September 2023
Ghi chú: Quốc kỳ chỉ đội tuyển quốc gia được xác định rõ trong điều lệ tư cách FIFA. Các cầu thủ có thể giữ hơn một quốc tịch ngoài FIFA.
| Số | VT | Quốc gia         | Cầu thủ                   |
| -- | -- | ---------------- | ------------------------- |
| 1  | TM | Sénégal          | Seny Dieng                |
| 2  | HV | Anh              | Tommy Smith               |
| 3  | HV | Hà Lan           | Rav van den Berg          |
| 4  | TV | Anh              | Daniel Barlaser           |
| 5  | HV | Anh              | Matt Clarke               |
| 6  | HV | Anh              | Dael Fry (3rd captain)    |
| 7  | TV | Anh              | Hayden Hackney            |
| 8  | TV | Úc               | Riley McGree              |
| 9  | TĐ | Bờ Biển Ngà      | Emmanuel Latte Lath       |
| 10 | TĐ | Anh              | Morgan Rogers             |
| 11 | TV | Anh              | Isaiah Jones              |
| 14 | TĐ | Cộng hòa Ireland | Alex Gilbert              |
| 15 | HV | Suriname         | Anfernee Dijksteel        |
| 16 | TV | Anh              | Jonny Howson (đội trưởng) |

| Số | VT | Quốc gia         | Cầu thủ                                       |
| -- | -- | ---------------- | --------------------------------------------- |
| 17 | HV | Bắc Ireland      | Paddy McNair                                  |
| 18 | TĐ | Úc               | Samuel Silvera                                |
| 19 | TĐ | Anh              | Josh Coburn                                   |
| 21 | TĐ | Phần Lan         | Marcus Forss                                  |
| 22 | HV | Anh              | Hayden Coulson                                |
| 23 | TM | Úc               | Tom Glover                                    |
| 24 | HV | Sierra Leone     | Alex Bangura                                  |
| 25 | TV | Anh              | Matt Crooks                                   |
| 26 | HV | Cộng hòa Ireland | Darragh Lenihan (Đội phó)                     |
| 27 | HV | Đan Mạch         | Lukas Engel                                   |
| 28 | TV | Anh              | Lewis O'Brien (cho mượn từ Nottingham Forest) |
| 29 | TV | Anh              | Sam Greenwood (cho mượn từ Leeds United)      |
| 32 | TM | Anh              | Jamie Jones                                   |